# جسم أخضر

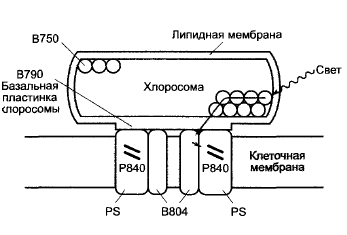

الجسم الأخضر أو كلوروسوم chlorosome هو معقد التصنيع الضوئي الهوائي الموجودة في جراثيم الكبريت الخضراء green sulfur bacteria اختصارا (GSB) وبعض الخيطيات ضَوْئِية ُّ التَّغَذِّي غير المؤكسد الخضراء green filamentous anoxygenic phototrophs اختصارا (FAP)، سيلوكلوريداسي، كلوروفلوكساسي، وكلاهما أعضاء في الكلورفلكسيا ). وهي تختلف عن مجمعات الهوائيات الأخرى بحجمها الكبير ونقص مصفوفة البروتين التي تدعم أصباغ التمثيل الضوئي. جراثيم الكبريت الخضراء هي مجموعة من الكائنات الحية تعيش بشكل عام في بيئات منخفضة الإضاءة للغاية ، مثل أعماق تصل إلى 100 متر في البحر الأسود . تعد القدرة على التقاط الطاقة الضوئية وتسليمها بسرعة إلى حيث تريد الذهاب أمرًا ضروريًا لهذه البكتيريا ، التي يرى بعضها فقط عددًا قليلاً من فوتونات الضوء لكل يخضور يوميًا. لتحقيق ذلك ، تحتوي البكتيريا على تراكيب كلوروسوم ، والتي تحتوي على ما يصل إلى 250000 جزيء يخضور . الأجسام الخضراء هي أجسام إهليلجية ، يتراوح طولها في جراثيم الكبريت الخضراء من 100 إلى 200 نانومتر ، عرض 50-100 نانومتر وارتفاع 15 - 30 نانومتر ،  في الفوتوتروفس الخضراء الخيطية تكون الأجسام الخضراءأصغر إلى حد ما.

## بناء
يمكن أن يختلف شكل الجسم الأخضربين الأنواع ، حيث تحتوي بعض الأنواع على كلوروسومات بيضاوية الشكل وبعضها الآخر يحتوي على كلوروسومات مخروطية الشكل أو غير منتظمة الشكل.  داخل جراثيم الكبريت الخضراء ، يتم ربط الأجسام الخضراء بمراكز تفاعل التركيب الضوئي من النوع الأول في غشاء الخلية عبر بروتينات FMO والصفيح القاعدية للجسم الأخضر المكون من بروتينات CsmA.  إن الخيطية ضَوْئِية ُّ التَّغَذِّي غير المؤكسد من شُعْبَة كلوروفلكسي phylum Chloroflexi تفتقر إلى معقد FMO ، ولكن بدلا من تستخدم مجمع بروتين يسمى B808-866. على عكس بروتينات FMO في جراثيم الكبريت الخضراء، يتم تضمين بروتينات B808-866 في الغشاء السيتوبلازمي ومراكز تفاعل النوع الثاني المحيطة ، مما يوفر الرابط بين مراكز التفاعل والصفيحة القاعدية. 
تكوين الأجسام الخضراء هي في معظمها يخضور جرثومي (BChl) مع كميات صغيرة من الكاروتينات وكينونات محاطة غالاكتوليبيد أحادي الطبقة.  في الكلوروبي Chlorobi ، يمكن أن تحتوي طبقات الجسم الأخضر الأحادية على ما يصل إلى أحد عشر بروتينًا مختلفًا. بروتينات الكلوروبي هي الأفضل فهمًا حاليًا من حيث التركيب والوظيفة. تسمى هذه البروتينات بـ CsmA من خلال CsmF و CsmH عبر CsmK و CsmX. يمكن العثور على بروتينات Csm الأخرى ذات لاحقات الحروف المختلفة في الكلورو فلكسي و كلوراسيدوباكتيريوم .
داخل الجسم الأخضر، يوجد آلاف جزيئات الصبغة BChl القدرة على التجمع الذاتي مع بعضها البعض ، مما يعني أنها لا تتفاعل مع مجمعات سقالات البروتين للتجميع.  تتجمع هذه الأصباغ في هياكل صفائحية يقدر عرضها بحوالي 10-30 نانومتر. 

## تنظيم أصباغ حصاد الضوء
اليخضور الجرثومي والكاروتينات هما جزيءان مسؤولان عن حصاد الطاقة الضوئية. النماذج الحالية لتنظيم اليخضور الجرثوميوالكاروتينات (المكونات الرئيسية) داخل الأجسام الخضر هي وضعهم في تنظيم صفائحي، حيث تتداخل ذيول فارنيسول farnesol الطويلة من اليخضور الجرثومي مع الكاروتينات ومع بعضها البعض ، لتشكل بنية تشبه الدهون متعددة الطبقات . 
في الآونة الأخيرة ، حددت دراسة أخرى تنظيم جزيئات اليخضور الجرثومي في جراثيم الكبريت الخضراء.  نظرًا لصعوبة دراستها ، فإن الأجسام الخضراء الموجودة في جراثسم الكبريت الخضراء هي الفئة الأخيرة من مجمعات حصاد الضوء التيتم توصيف صفاتها هيكليا من قبل العلماء. كل كلوروسوم فردي له تنظيم فريد وهذا التباين في التركيب منع العلماء من استخدام علم البلورات بالأشعة السينية لتوصيف البنية الداخلية. للتغلب على هذه المشكلة ، استخدم الفريق مجموعة من الأساليب التجريبية المختلفة. التقنيات الجينية لإنشاء بكتيريا متحولة ذات بنية داخلية أكثر انتظامًا ، المجهر الإلكتروني بالتبريد لتحديد قيود المسافة الأكبر للجسم الأخضر، والرنين المغناطيسي النووي للحالة الصلبة (NMR) لتحديد بنية جزيئات اليخضور المكون للجسم الأخضر ، و النمذجة لتجميع كل القطع معًا وإنشاء صورة نهائية للجسم الأخضر.
لإنشاء الطفرة ، تم تعطيل ثلاثة جينات اكتسبتها جراثيم الكبريت الخضراء في وقت متأخر من تطورها . وبهذه الطريقة كان من الممكن العودة إلى الوراء في الزمن التطوري إلى حالة وسيطة مع عضيات جسم أخضر أقل تنوعًا وأفضل ترتيبًا من النوع البري . تم عزل الأجسام الخضراء من الأشكال الطافرة والبرية للبكتيريا. تم استخدام المجهر الإلكتروني بالتبريد لالتقاط صور للأجسام الخضراء. تكشف الصور أن جزيئات اليخضور داخل الأجسام الخضراء لها شكل أنابيب نانوية . استخدم الفريق بعد ذلك تحليل مطيافية الرنين المغناطيسي النووي MAS NMR لحل الترتيب المجهري لليخضور داخل الجسم الاخضر. مع قيود المسافة والتحليلات الحالية لحلقة تحويل فورييه المتقطع DFT ، وجد أن المنظمة تتكون من تكديس مونومر فريد مضاد للمزامنة. أتاح الجمع بين الرنين المغناطيسي النووي والمجهر الإلكتروني والنمذجة للعلماء تحديد أن جزيئات اليخضور في جراثيم الكبريت الخضراء مرتبة في حلزونات . في البكتيريا الطافرة ، يتم وضع جزيئات اليخضور بزاوية 90 درجة تقريبًا بالنسبة للمحور الطويل للأنابيب النانوية ، في حين أن الزاوية تكون أقل حدة في الكائن الحي من النوع البري . يمكن أن يستوعب الإطار الهيكلي عدم ترتيب وهذا الار يعمل على تحسين وظيفة حصاد الضوء البيولوجي ، مما يعني أن الهيكل الأقل ترتيبًا له أداء أفضل.

## مصدر طاقة بديل
التفاعلات التي تؤدي إلى تجميع اليخضور في الأجسام الخضراء بسيطة نوعًا ما ويمكن استخدام النتائج يومًا ما لبناء أنظمة التمثيل الضوئي الاصطناعية التي تحول الطاقة الشمسية إلى كهرباء أو وقود حيوي .

## قائمة الأنواع الجرثومية التي تحتوي على الأجسام الخضراء
- الكلوروبيا
  - كلوروبيوم ليميكولا
  - فيوبكتيرويد الكلوروبيوم
  - الكلوروبيوم فايفيبريويدس
  - الكلوروبيوم ضمية الشكل
  - كلوروبيوم تيبيدوم
  - بيلوديكتيون لوتوليوم
  - البروستيكوكلوريس استوري
- كلوروفليكساسي
  - كلوروفلكسوس أورانتاكوس
  - الكلوروفليكسوس أجريجانس
  - كلورونيما جيغانتيوم
- أوسيلوكلوريداسي
  - أوسيلوكلوريس تريكودس
- الحمضية
  - كلوراسيدوباكتيريوم ثيروفيلوم [7]